# Calgary Oval X-Treme
Calgary Oval X-Treme var ett damishockeylag från Calgary, Kanada. Laget var med och startade Western Women's Hockey League 2004 och spelade i serien fram till 2009.